# 2012 둠즈데이
《2012 둠즈데이》(영어: 2012 Doomsday)는 2008년에 공개한 미국의 영화이다.